# Mersea Island
Mersea Island, prononcé en anglais : [mɜʳzi] , est une île dans le comté d'Essex, en Angleterre, dans les estuaires de la Blackwater et de la Colne, au sud-est de Colchester.
L'île est partagée en deux zones, West Mersea et East Mersea, elle est reliée à l'île principale par le Strood, une voie submersible à marée haute.

## Géographie

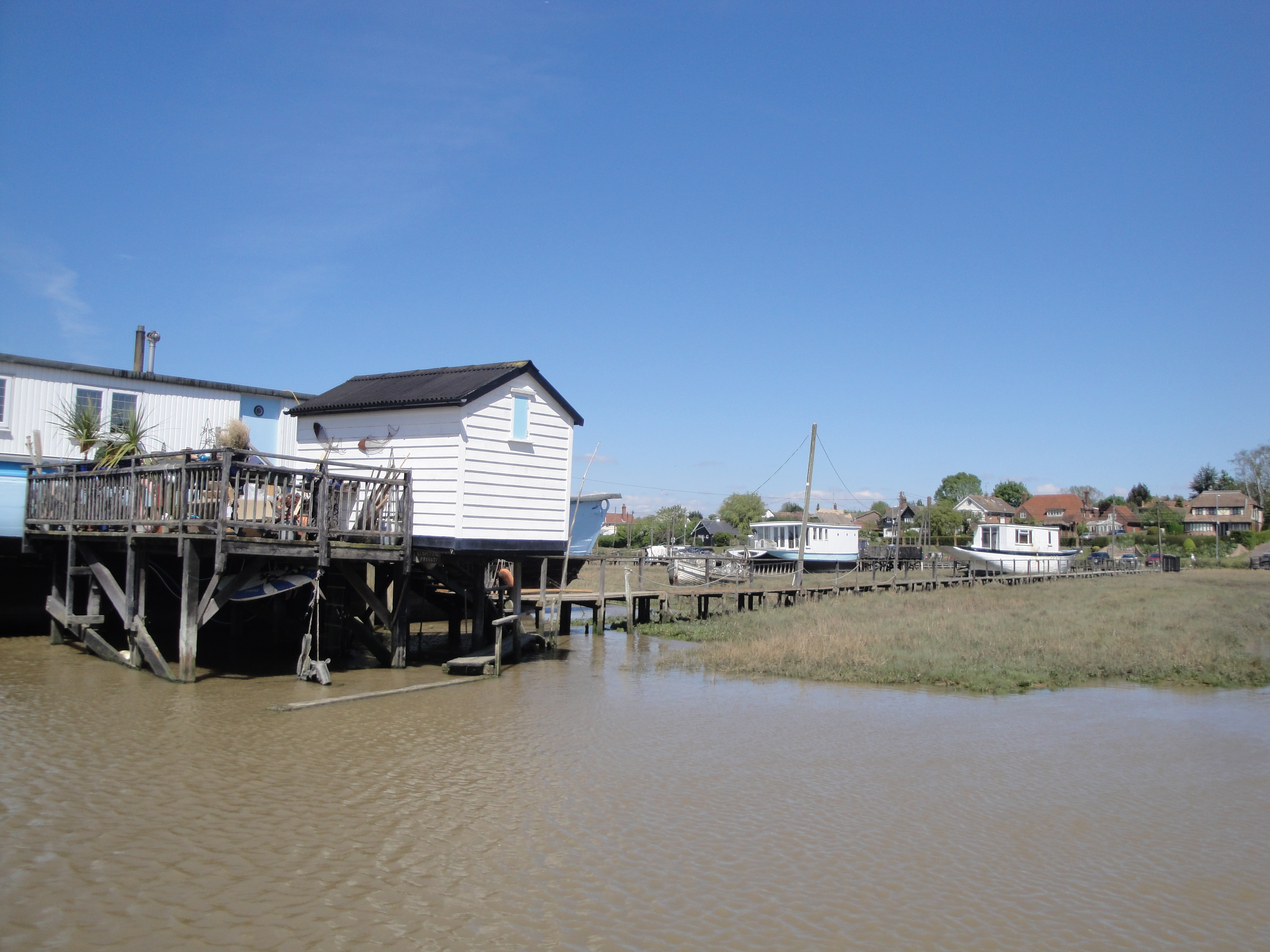
Les vasières du port de West Mersea.

L'île se situe à 9 milles (14 km) au sud de Colchester et à 26 milles (42 km) à l'est de Chelmsford.
Il s’agit de l’île la plus peuplée et la plus facile d'accès à l'est du Royaume-Uni.
Horsey Island se situe plus à l’est dans l’Essex, mais se limite à quelques bâtiments de ferme et n’est accessible que par bateau ou par chemin privé. .
Cobholm Island dans le Norfolk est une ancienne île proche de la mer du Nord. C'est l'une des 43 îles marémotrices (non pontées) accessibles depuis le continent britannique, à pied ou par route.
L'île a une superficie d’environ 7 milles carrés (18 km2).
Elle est limitée par le canal de Pyefleet au nord et le canal de Strood à l'ouest qui relient la Blackwater à la Colne. Ray Island, réserve naturelle, beaucoup plus petite, jouxte le nord alors que les îles inhabitées Packing Marsh et Cobmarsh s’allongent au sud-ouest.
La majeure partie du pourtour de l'île se compose de marais salants et de vasières. C'est un sanctuaire important pour les échassiers et les oiseaux migrateurs.
L'île elle-même repose sur un mélange d'argile calcaire, de sable et de gravier.
Sur le plan interne, l’île est divisée entre West Mersea qui est la principale zone habitée contenant la jetée et le port de plaisance, et East Mersea, principalement une terre agricole  et inclut le parc du comté de Cudmore Grove à l’est.
Barrow Hill est un petit hameau au nord de West Mersea. Le terrain faisant immédiatement face à la Blackwater est connu sous le nom de Mersea Flats, principalement une plage qui s'assèche à marée basse.
L'ancienne centrale nucléaire de Bradwell peut être aperçue de l’autre côté.
West Mersea peut être subdivisée en trois zones :
- la vieille ville, au sud-ouest de West Mersea qui héberge les activités liées à la pêche et à la plaisance et abrite des bâtiments classés[14] ;
- le centre qui abrite l'église Saint-Peter-et-Saint Paul ;
- la plage et l'esplanade au sud[15].

## Toponymie
Mersea provient du vieil anglais meresig, "île de la mare",.
Il est mentionné dans le Domesday Book avec Meresai.
Le nom Strood vient de strod, signifiant zone marécageuse.

## Économie

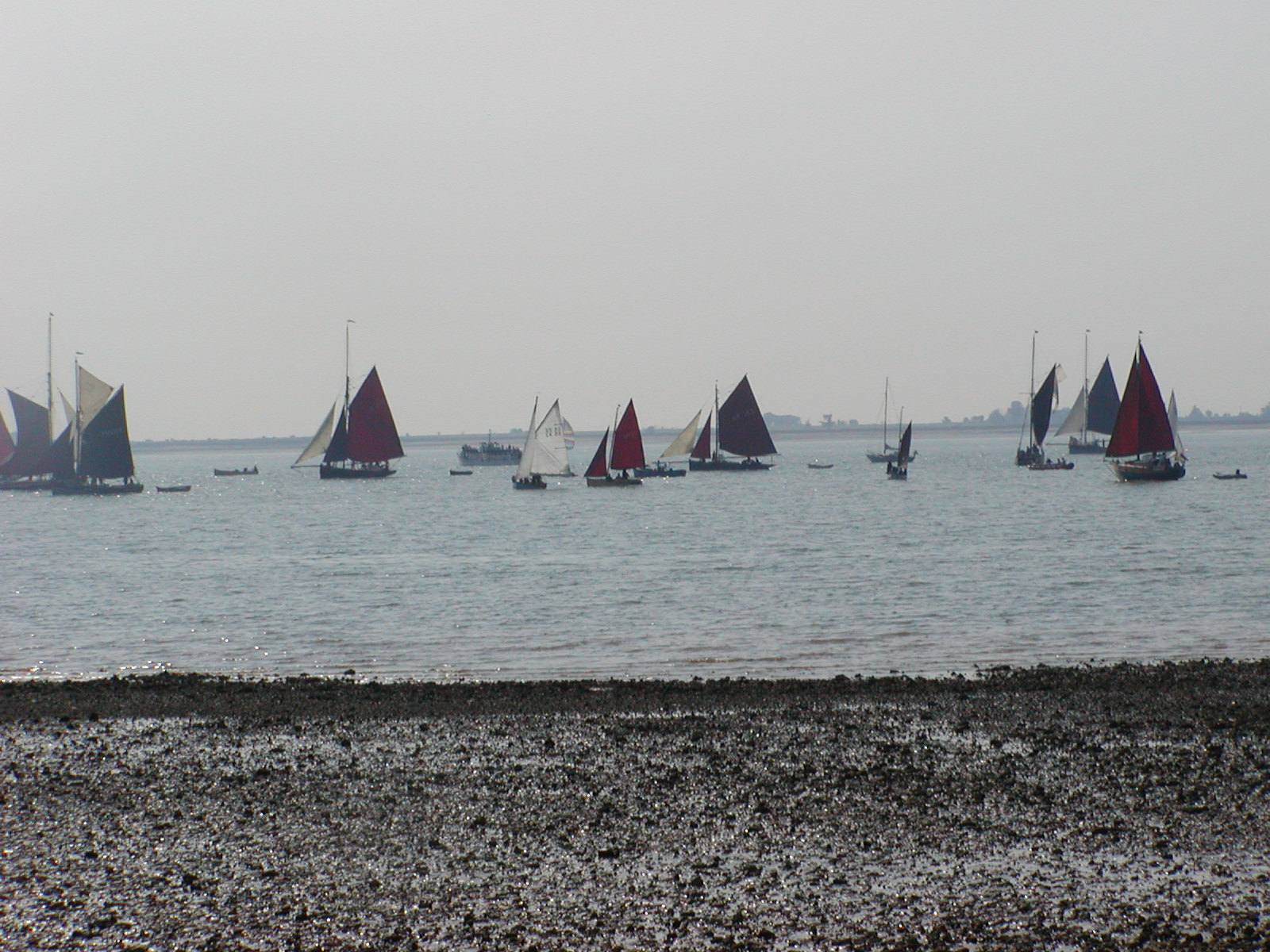
La pêche sur des smacks au large de West Mersea.

Les principales activités sur l'île sont l'agriculture, la pêche et les services liés aux bateaux de loisirs.
L'élevage des huîtres date de l'époque romaine. Les produits sont expédiés partout dans le monde. Une espèce issue de l'Océan Pacifique a été introduite avec succès. L'Essex oyster fishery est ouverte officiellement chaque année par le maire de Colchester, en septembre.
Le Company Shed, restaurant, sur la côte ouest, sert des produits de la mer frais sur commande la qualité de ses produits a été soulignée par Jamie Oliver.
Sur le front de mer, de nombreuses petites boutiques et des vendeurs de glaces attirent le touriste. Le Two Sugar Cafe est implanté sur un ancien site datant de la Deuxième Guerre mondiale .
Six terrains de camping et caravaning sont installés sur l'île, impactant fortement l'économie locale durant les mois d'été.

## Histoire

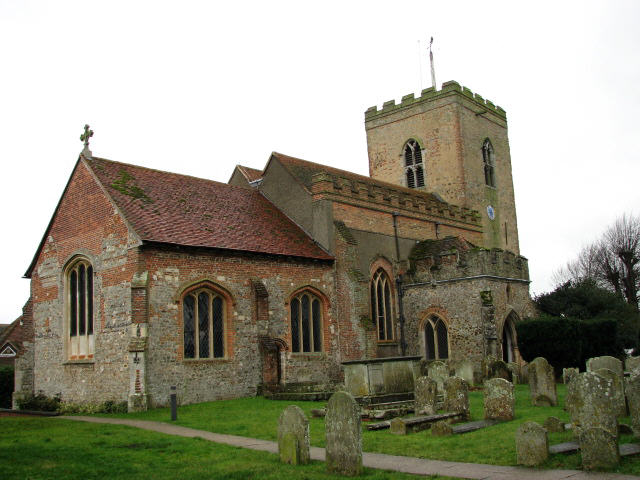
L'église Saint-Peter-et-Saint-Paul à West Mersea, supposée fondée autour du VIIe siècle.

### Antiquité
L'île était habitée avant l'arrivée des Romains.
Il reste des traces d'occupation pré-romaine sur l'île de Mersea, sous la forme de "collines rouges" : des sites celtes, ateliers de production de sel.
Une grande sépulture de l'époque romano-britannique a été découverte près du Strood, elle contenait les restes d'un adulte incinéré, renfermés dans une urne de verre, placée dans un cercueil en plomb,. L'ensemble est maintenant conservé dans le musée local de Mersea.
En 1730, une grande mosaïque romaine a été mise au jour sous l'église Saint-Pierre-et-Saint-Paul, à West Mersea.
En 1764, Richard Gough (archéologue) a découvert de nouveaux vestiges romains autour de l'église.
West Mersea était probablement une destination de vacances pour les Romains séjournant à Camulodunum (Colchester).

### Moyen Âge
Des pièges à poissons ont été construits aux abords de l'île, autour du VIIe siècle,.
En particulier, les Anglo-Saxons ont réalisé un grand barrage à poissons à Besom Fleet, au sud-ouest de l'île.
Ils ont également construit l'église de West Mersea. Elle a été endommagée par des Vikings en 894 et reconstruite par la suite.
On pense que l'église Saint-Pierre-et-Saint-Paul, à l'ouest de Mersea, existe depuis le VIIe siècle, tandis que l'église Saint-Edmond, à l'est de Mersea, daterait des XIIe et XIIIe siècles.
La tour ouest a été ajoutée à l'église vers le XIe siècle, le bas-côté sud au XVe siècle. Diverses autres constructions ont été réalisées vers la fin du XVIIIe siècle.
La route submersible, le Strood, a également été construite par les Anglo-Saxons. Les pieux de chêne découverts en 1978 ont été datés entre 684 et 702 en utilisant la technique de la dendrochronologie,.
En 950, un prieuré bénédictin est cité à West Mersea, une terre a été concédée à l'église de Saint-Ouen, dépendant de l'abbaye de Rouen par Édouard le Confesseur en 1046.
Le prieuré a survécu jusqu'à la Dissolution des monastères en 1542.
L'église paroissiale Saint-Edmond, à East Mersea, date des XIIe ou XIIIe siècles et a été agrandie à la fin du XVe ou au début du XVIe siècle.
L'église et la salle sont entourées d'un fossé que l'on pense être les restes d'un refuge de Vikings danois après leur défaite face à Alfred le Grand à Farnham.

### Temps modernes
Pendant la Première révolution anglaise, l'armée parlementaire construit un ouvrage de défense à East Mersea en 1648, dans le but de bloquer la rivière Colne pendant le siège de Colchester. Certaines ruines de cet ouvrage subsistent et sont connues sous le nom de Block House Stone. Cet édifice est protégé par English Heritage en tant que monument classé.
La pêche a pris de l'importance sur l'île au cours de cette période où de nombreux barrages à poissons ont été installés. Aux XVIe et XVIIe siècles, des Néerlandais et des Français sont venus s'installer sur l'île.
Certains habitants ont augmenté leurs revenus avec le commerce des huîtres de contrebande. Cette activité est restée répandue jusqu'au milieu du XIXe siècle.
L'île a été fréquentée par des contrebandiers du XVIe siècle au XIXe siècle.
Les contrebandiers se sont installés à Peldon Rose, immédiatement au nord du Strood, où ils stockaient des huîtres dans l’étang à côté de l’auberge,.
Au début du XIXe siècle, la demande accrue d'huîtres, face à la production limitée du Strood et de Pyefleet, a conduit les éleveurs à se procurer des huîtres venant d'autres sites et à les faire passer pour des coquillages indigènes de l'île.
À la fin du XIXe siècle, les terres entourant l'île ont été rendues plus facilement accessibles.
Un officier de police est nommé en 1844 et une école ouvre en 1871.

### Première Guerre mondiale

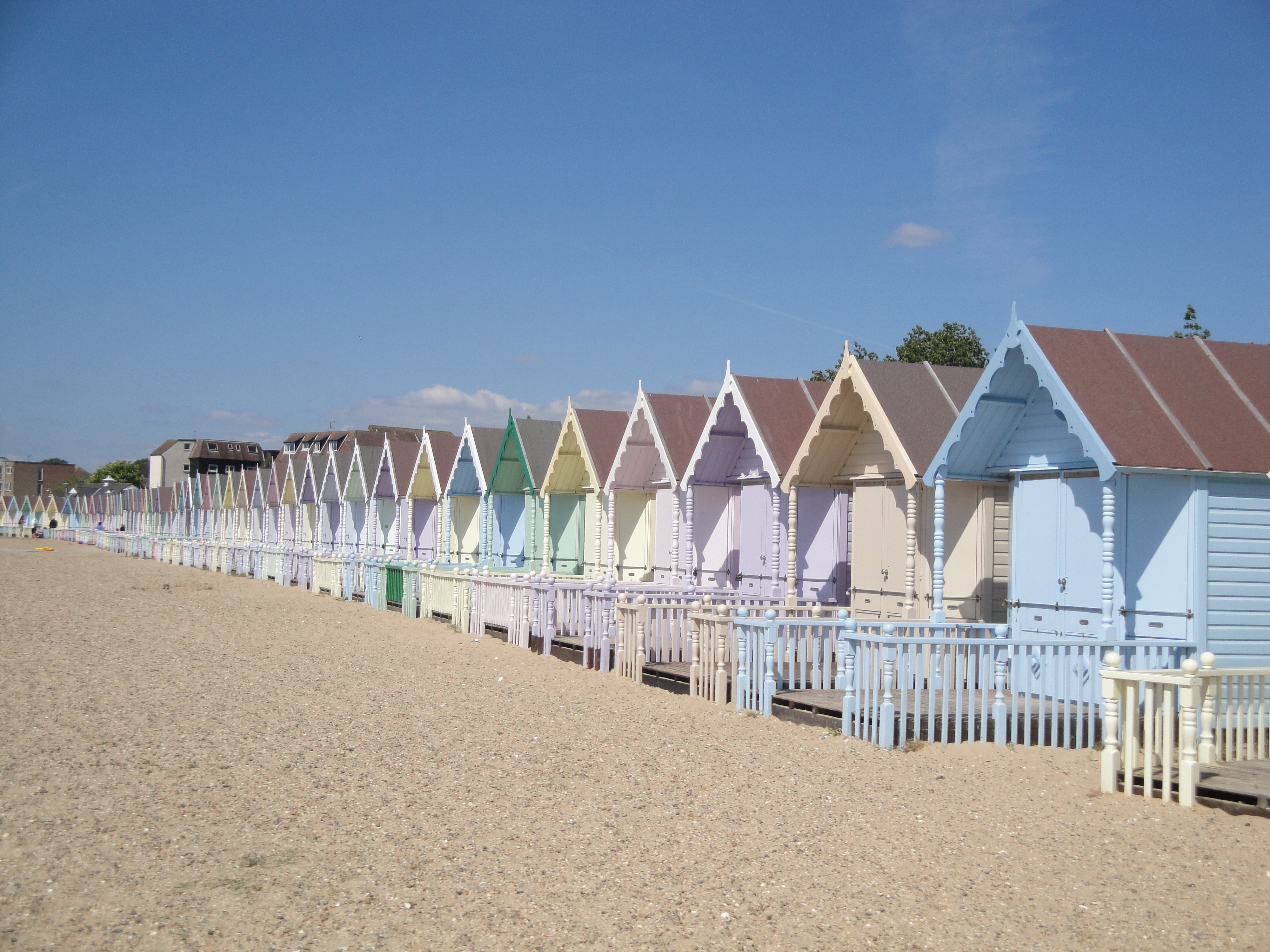
Les cabines de plage s'installent dans les années 1920.

L'île est devenue un endroit-clé pour les troupes pendant les deux guerres mondiales, des ruines de postes d'observation peuvent encore être trouvés sur l'île.
Durant la Première Guerre mondiale, 320 soldats sont issus de l'île Mersea, 50 d'entre eux perdront la vie.
Leur monument commémoratif se trouve près de l'église.
Des troupes étaient stationnées à Mersea Island pendant la guerre. En 1916, un Zeppelin s'écrase près de Great Wigborough, au nord-ouest de l'île. Les survivants sont emprisonnés à West Mersea avant d’être transférés dans des camps de prisonniers de guerre.
En 2013, le Mersea Island Tales Educational Trust obtient une subvention du Fonds de la loterie du patrimoine afin de réaliser une exposition sur la Première Guerre mondiale à Ivy Farm. Ce musée expose un biplan de 1916, un Sopwith Pup, et des informations sur les soldats de Mersea ayant pris part à la guerre.

### Seconde Guerre mondiale
Au début de la Seconde Guerre mondiale, l'île est sur la ligne de front de l'invasion, elle est fortement fortifiée. Comme d'autres stations balnéaires, l'île a accueilli des évacués de Londres, mais au fur et à mesure de l'avancée de la guerre, ceux-ci ont été déplacés vers des zones de peuplement plus sûres, à l'intérieur des terres. Deux mille soldats stationnent sur l'île, en prévention de l'invasion potentielle.
Une batterie aérienne de canons Mk I - IV de 4,7 pouces a été installée le long de la plage avec un poste d’observation et des projecteurs. Plusieurs de ces installations ont survécu et sont encore visibles le long de la côte sud de l'île, dont l'une a été transformée en café. Après la guerre, l'île a beaucoup souffert de l'hiver de 1946-1947. Il a détruit une grande partie des huîtres, comme la crue de la mer du Nord de 1953 où de nombreuses cabines de plage ont été emportées en mer.

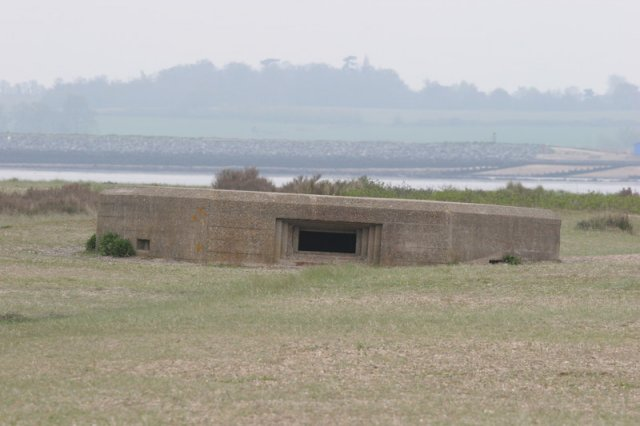
Blockhaus sur la côte est de l'île, près de Mersea Stone.

### Époque contemporaine
En 1926, West Mersea devient un district urbain autonome, ce qui lui permet de mettre en place un système indépendant d'adduction d'eau et d'assainissement.
Contrairement à plusieurs autres stations balnéaires, l'île n'a pas développé d'aménagements particuliers pour l'accueil des vacanciers en dehors des cabanes de plage qui s'étendent maintenant le long de l'esplanade.
En 1963, une station de sauvetage en mer a été lancée à la suite d'une initiative de "Diggle" Hayward, qui avait sollicité l'Institution royale de gestion des embarcations de sauvetage (RNLI). La station de sauvetage de West Mersea exploite un canot de sauvetage Atlantic 85 class life boat, le  RNLB Just George B-879.
Depuis les années 1960, la population de l'île a considérablement augmenté. Celle de West Mersea est passée de 3 140 habitants en 1961 à 6 925 en 2001.
L'île de Mersea a moins souffert de la popularité grandissante des vacances à l'étranger que les stations voisines de Clacton et Southend, principalement en raison de son côté isolé et rural et de la popularité croissante de la voile.
En 2006, plus de mille habitants ont signé une pétition contre l'ouverture proposée d'un magasin Tesco Express sur l'île, craignant que cela n'entrave la prospérité du commerce et des entreprises locales. L'autorisation de planifier le développement de l'île a été accordée l'année suivante.
Le 4 juin 2012, dans le cadre du Jubilé de diamant d'Élisabeth II, l’île a proclamé une fausse indépendance du Royaume-Uni. Toute personne voyageant sur l’île de l’autre côté du Strood payait 50 p. pour un "passeport", dont le produit allait à une association de bienfaisance en faveur des anciens combattants (Aide aux héros).

## Enseignement
En 2014, Mersea Island School scolarise 450 élèves de 4 à 11 ans. Une crèche annexe accueille 52 enfants de 2 à 4 ans.
L'école a été construite par Horace Darken en 1871–72. Des classes ont été ajoutées en 1897.
Les établissements d'enseignement secondaire les plus proches se trouvent à Colchester et à Tiptree.

## Transports

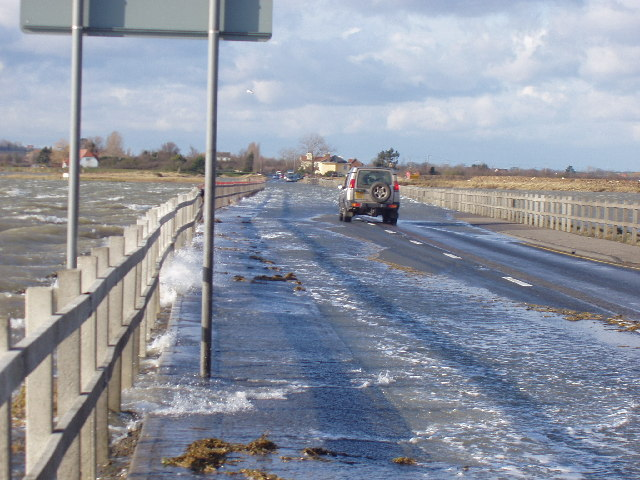
Accès à Mersea Island via le Strood, une route submersible à marée haute.

L'accès principal à l'île se fait par une route connue sous le nom de Strood, sur l'axe Mersea – Colchester (B1025). La route est souvent recouverte à marée haute, et particulièrement aux marées de printemps. En moyenne, le pont-chaussée est inondé une semaine par mois. Lors de l'inondation de la mer du Nord en 1953, le Strood était submergé par 6 pieds (2 m) d'eau, coupant l'accès au continent.
En 2012, la station de sauvetage s'est plainte au conseil du comté d'Essex de l'absence de signalisation adéquate après le sauvetage de 13 personnes du Strood à marée haute en moins de 24 heures.
Une webcam fournit une vue en direct de l'accès à travers le Strood, tandis qu'un site Web répertorie les marées hautes à venir et les risques de submersion de la route.
Il n'y a jamais eu de chemin de fer à Mersea Island. Au cours de la « manie ferroviaire » du milieu du XIXe siècle, les marchandises étaient transportées par bateau et par barge. En 1911, des hommes d'affaires locaux proposèrent un chemin de fer entre Colchester et l'île, qui aurait abouti à une jetée à côté de l'esplanade au sud, avec une station supplémentaire à West Mersea sur l'actuelle East Road. Les plans ont été abandonnés à cause de la Première Guerre mondiale.
Un service de bus réguliers relie l'ouest et l'est de Mersea à Colchester via le Strood et la rue d'Abberton.
Un ferry pour piétons relie East Mersea à Point Clear et Brightlingsea de l'autre côté de l'estuaire de la Colne. Un service régulier est mis en place en été ; un service à la demande au printemps et à l'automne.

## Culture

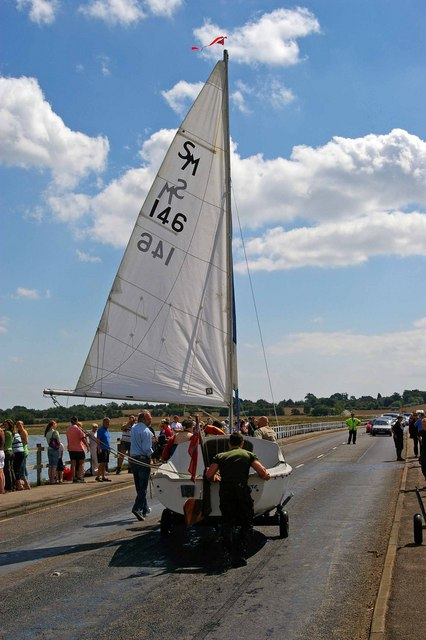
Traversée du Strood pendant la régate Round-the-Island.

Margery Allingham, qui a passé ses vacances d’enfance sur l’île, y situe plusieurs de ses œuvres. Il s'agit notamment de son premier roman, Blackkerchief Dick, publié en 1923, à 19 ans, et de son roman de 1930 Mystery Mile, bien que l'intrigue fasse penser au Suffolk.
Entre 1870 et 1881, le recteur ecclésiastique de Mersea était le révérend Sabine Baring-Gould, auteur de l'hymne Onward, Christian Soldiers et du roman Mehalah: A Story of the Salt Marshes qui se déroule à Mersea.
East Mersea était reconnu comme un site de conservation des dialectes anglais dans les années 1950. L'île utilisait encore quelques particularismes qui s'étaient éteints dans l'est de l'Angleterre.
La Mersea Week est une course de bateaux d'une semaine, organisée en août par le West Mersea Yacht Club et le Dabchicks Sailing Club, depuis 1973.
Pendant toute la semaine, à partir du lundi, des courses sont organisées pour de nombreuses classes de bateaux dans l'estuaire de la Blackwater Estuary, de l' Optimist aux grands yachts. Le temps fort est la course autour de l'île, où des dériveurs tentent de contourner l'île dans les deux sens, aidés par des volontaires. Le samedi, une régate a lieu à West Mersea, suivie de sports nautiques et d'un feu d'artifice au crépuscule. L'un des événements populaires du samedi est la montée d'une pente de vase glissante aux côtés de l'ancienne barge à voile de la Tamise (Thames sailing barge (en)).
La festival Food, Drink & Leisure de Mersea Island a lieu en mai dans le vignoble de Mersea. Il associe un théâtre gastronomique proposant divers repas, notamment des huîtres, à de la musique live locale et à des lectures de contes.
L’île abrite le Mersea Island FC qui évolue en division 1 de la Ligue de football de l’Essex et du Suffolk.
L'équipe phare est l'équipe junior, Oyster FC.